# Tunesische Communistische Partij
De Tunesische Communistische Partij (Arabisch: الحزب الشيوعي التونسي, al-Ḥizb ash-Shuyū‘ī at-Tūnisī, Frans: Parti communiste tunisien) was een communistische partij in Tunesië die voortkwam uit de Tunesische Communistische Federatie (1920-1939), een afdeling van de Franse Communistische Partij. In 1939 werd de federatie omgevormd tot de Tunesische Communistische Partij (PCT).
De communistische partij streefde naar een onafhankelijke Tunesische staat die geleidelijk moest worden omgevormd tot een socialistische republiek. De PCT werkte samen met onafhankelijkheidsbeweging onder aanvoering van de Neo-Destourpartij van Habib Bourguiba, maar werd na de onafhankelijkheid (1956) door Bourguiba, die inmiddels president van het land was geworden, tegengewerkt. In 1963 werd de PCT verboden en leidde sindsdien een clandestien bestaan. In 1981 werd het partijverbod opgeheven en kon de PCT haar activiteiten hervatten. De partij schoof in de daaropvolgende jaren van een marxistisch-leninistische naar een reformcommunistische partij. Een orthodox marxistische vleugel scheidde zich in 1986 af onder de naam Tunesische Arbeiderspartij. Tijdens het Negende Partijcongres in 1987 werd de hervormingskoers bekrachtigd en sprak men zich uit voor samenwerking met progressieve partijen, waaronder ook sommige islamitische groeperingen. Men streefde echter wel naar behoud van de seculiere staat. In 1993 nam de partij afstand van het marxisme en communisme en werd de partij omgedoopt tot de Ettajdid Beweging. Deze partij was sociaaldemocratisch en liberaal georiënteerd en ging na de Jasmijnrevolutie (2011) op in de seculiere en sociaaldemocratische al-Massarpartij (2012). 
De PCT is gedurende haar bestaan nooit in het parlement vertegenwoordigd geweest. Het grootste aantal stemmen behaalde de partij in 1956 (1,2%).

## Secretarissen-generaal PCT
- Ali Jerad (1939-1948)
- Mohamed Ennafaa (1948-1981)
- Mohamed Harmel (1981-1993; eerste secretaris)

## Eerste secretarissen van Ettajid
- Mohamed Harmel (1993-2007)
- Ahmed Brahim (2007-2012)